# Julius Böricke
Carl Julius Franz Böricke (* 14. November 1808 in Naumburg (Saale); † 7. Oktober 1888 in Glauchau) war ein sächsischer Jurist und Politiker.

## Leben
Böricke war der Sohn des Kaufmanns Franz Leopold Böricke und dessen Ehefrau Amalie Wilhelmine, geborene Döring. Seine Eltern übersiedelten 1817 nach Glauchau. Er besuchte von 1822 bis 1827 die Fürstenschule Grimma. Anschließend studierte er bis 1832 an der Universität Leipzig die Rechtswissenschaften. Er war ab 1834 beim zunächst als Aktuar im schönburgischen Gerichtsamt Remse tätig, bevor er sich 1837 in Glauchau als Advokat niederließ. Im Revolutionsjahr 1848 hatte Böricke vor Ort das Amt eines Friedensrichters und Stadtverordneten inne. Er stand von 1844 bis 1848 dem Stadtverordnetenkollegium vor, in das er schon einige Jahre zuvor das erste Mal gewählt worden war. Auf dem Landtag 1849 vertrat er den 37., 38. und 39. Wahlbezirk in der I. Kammer des Sächsischen Landtags. Böricke wird den linken Kräften zugeordnet und gehörte dem Glauchauer Vaterlandsverein an. Er stellte – wie die eigens zu diesem Zweck begründeten Antirezeßvereine – den Sonderstatus der Schönburgischen Rezessherrschaften infrage, was auf eine Gleichstellung mit den sonstigen sächsischen Landesteilen abzielte.
Nach dem Dresdner Maiaufstand wurde Böricke zunächst in Stadtarrest auf dem Rathaus in Dresden-Neustadt festgesetzt und vom Appellationsgericht Zwickau aus dem Advokatenamt suspendiert. Laut seiner 1850 publizierten Rechtfertigungs- und Verteidigungsschrift Meine Selbstvertheidigung. Im Gefängnisse geschrieben und zunächst allen mir wahrhaft befreundeten Mitbürgern gewidmet will er am 4. Mai 1849 lediglich in zwei Begebenheiten verwickelt worden sein, ohne sich selbst aktiv an dem Geschehen beteiligt zu haben. Er wurde wegen Teilnahme an einem Hochverrat – insbesondere Beteiligung an der Wahl der Provisorischen Regierung – sowie Teilnahme an einem Aufruhr gegen die öffentliche Ordnung angeklagt und am 14. November 1849 vom Appellationsgericht Dresden aus der Untersuchungshaft freigelassen und entlastet.
Böricke kehrte nach Glauchau und in den Advokatenberuf zurück. Daneben betätigte er sich als Notar. Er gründete vor Ort einen Vorschußbankverein, als dessen Direktor er mehrere Jahre fungierte, und einen Gewerbeverein, der wegen Börickes vorherigem politischen Engagement die Aufmerksamkeit der Behörden auf sich zog. Im Deutschen Nationalverein unterstützte er die Bestrebungen um eine Reichseinigung. 1875 ist er als Ablösungskommissar in den Staatshandbüchern bezeichnet. Aus Altersgründen ging er 1879 in den Ruhestand und entsagte dem Advokatenamt.
Böricke war seit 1844 mit Amalie Adelheid geborene Thon (um 1821–1895), einer Tochter des Schuldirektors Mag. August Thon in Leipzig verheiratet. Er starb im Oktober 1888 im Alter von 79 Jahren und hinterließ neben der Witwe drei Kinder und acht Enkel.

## Schriften
- Meine Selbstvertheidigung. Im Gefängnisse geschrieben und zunächst allen mir wahrhaft befreundeten Mitbürgern gewidmet, Verlag Julius Cramer, Glauchau 1850. urn:nbn:de:bsz:14-db-id3824446475